# ピーター・スネル
ピーター・スネル (Peter George Snell、1938年12月17日 - 2019年12月12日)は、ニュージーランドの元陸上競技選手。
スネルは1960年ローマオリンピックの800mで金メダルを獲得し注目され、開会式においてニュージーランド選手団の旗手も務めた1964年東京オリンピックでは800mでは大会新記録で2連覇を達成、さらに1500mでも金を獲得し2冠を達成した。世界的な大会での800m、1500mの両種目制覇は、2005年の世界陸上のバーレーンのラシド・ラムジまで待たなければならなかった。

## 経歴
1962年1月、スネルは1マイルの世界新記録を達成。1週間後には800mと800ヤードの世界新記録を達成した。さらに、11月のコモンウェルスゲームズでは880ヤードで世界新記録を樹立し金メダルを獲得、同大会では1マイルでも金メダルを獲得した。
スネルは選手としてのピークであった1965年に引退を表明した。ニュージーランドだけでなく世界の陸上界を驚かせた。
スネルの1962年に出した800mでの1分44秒3、1964年に出した1000mで2分16秒6の元世界記録は40年以上たった現在でもニュージーランド記録として残っている。なお、800mの記録はIAAFが公認している最古の国内記録である。

## 実績
| 年   | 大会                   | 場所                     | 種目    | 結果 | 記録      |
| ---- | ---------------------- | ------------------------ | ------- | ---- | --------- |
| 1960 | オリンピック           | ローマ（イタリア）       | 800m    | 1位  | 1分46秒48 |
| 1962 | コモンウェルスゲームズ | パース（オーストラリア） | 800m    | 1位  | 1分47秒64 |
| 1962 | コモンウェルスゲームズ | パース（オーストラリア） | 1マイル | 1位  | 4分04秒58 |
| 1964 | オリンピック           | 東京（日本）             | 800m    | 1位  | 1分45秒1  |
| 1964 | オリンピック           | 東京（日本）             | 1500m   | 1位  | 3分38秒1  |